# Edappadi
Edappadi é uma cidade e um município no distrito de Salem , no estado indiano de Tamil Nadu.

## Demografia
Segundo o censo de 2001,  Edappadi  tinha uma população de 48,804 habitantes. Os indivíduos do sexo masculino constituem 52% da população e os do sexo feminino 48%. Edappadi tem uma taxa de literacia de 62%, superior à média nacional de 59.5%: a literacia no sexo masculino é de 71% e no sexo feminino é de 51%. Em Edappadi, 11% da população está abaixo dos 6 anos de idade.